# Stelgidopteryx serripennis ridgwayi
La golondrina yucateca (Stelgidopteryx serripennis ridgwayi) es una subespecie de ave en la familia Hirundinidae. Propia de América Central.

## Distribución
Se le encuentra en Belice, Guatemala, y México. La mayoría de las autoridades taxonómicas le consideran una subespecie de golondrina aserrada.